# Hotse Bartlema
Hotze Sjoerd Durk (Hotze) Bartlema (Schraard, 1 mei 1911 - Eindhoven, 25 maart 1987) was een Nederlands roeier. Hij nam eenmaal deel aan de Olympische Spelen, maar won bij die gelegenheid geen medailles.
In 1936 maakt Bartlema op 25-jarige leeftijd zijn olympisch debuut bij de Spelen van Berlijn. Hij nam deel aan het roeionderdeel vier met stuurman en vier zonder stuurman. De roeiwedstrijden werden gehouden bij een kano- en roeibaan bij Grünau. Deze baan was 2000 meter lang waardoor zes boten gelijk konden starten. Bij de vier zonder stuurman werd de Nederlandse boot vierde in de series met een tijd van 6.46,0. De Nederlanders deden niet meer mee aan de herkansing. Bij de vier met stuurman bereikte de Nederlandse boot wel tot de finale, maar moest met een tijd van 7.34,7 genoegen nemen met een vierde plaats.
In zijn actieve tijd was Bartlema aangesloten bij de Amsterdamse studentenroeivereniging Nereus. Hij was medisch student en werd later arts en chirurg.

## Palmares

### roeien (vier zonder stuurman)
- 1936: 8e OS in Berlijn

### roeien (vier met stuurman)
- 1936: 4e OS in Berlijn - 7.34,7
- 1937:  EK in Amsterdam

Mak Schoorl · 
Flip Regout · 
Hotse Bartlema · 
Simon de Wit · 
Gerard Hallie (stuurman)
Mak Schoorl · 
Flip Regout · 
Hotse Bartlema · 
Simon de Wit · 